# Gare de Merode
La gare de Merode (en néerlandais : station Merode) est une gare ferroviaire belge de la ligne 26 de Schaerbeek à Hal dans la commune d'Etterbeek en Région de Bruxelles-Capitale.
Elle est mise en service en 1976 par la Société nationale des chemins de fer belges (SNCB).
C'est une halte voyageurs de la Société nationale des chemins de fer belges (SNCB), desservie par des trains Suburbains (S). Située en souterrain, elle dispose d'une entrée commune avec la station Merode du métro de Bruxelles.

## Situation ferroviaire
Établie en souterrain dans le tunnel du Cinquantenaire, la gare de Merode est située au point kilométrique (PK) 10,100 de la ligne 26 de Schaerbeek à Hal, entre les gares de Meiser et de Delta.
À l’origine, le site de la future gare de Merode était en plein air et se trouvait en lisière de la gare de marchandises d'Etterbeek-Cinquantenaire dont le site a depuis été remblayé et sur lequel se trouvent la station de métro Thieffry et le Cours Saint-Michel.

## Histoire

### Genèse
Le projet de la ligne 26, alors réservée aux marchandises, apparaît dans les années 1890. Le portail sud du tunnel du Cinquantenaire, désormais situé au bout des quais de la gare de Mérode en direction de Meiser, et les premiers mètres de tunnel sont réalisés en même temps que l'avenue de Tervueren, vers 1896. Un grand bâtiment (gare du Cinquantenaire) était prévu au niveau du portail du tunnel au niveau du Square Princesse Jean de Mérode, là où se trouvent actuellement les escaliers de la gare de Merode. Il ne fut jamais réalisé.
L'assiette de la ligne est réalisée entre la gare de Watermael et le portail du tunnel à partir de 1907 ; les travaux de percement du tunnel sont entamés en 1910 mais rapidement abandonnés (à cause de la nature du sol puis de la Première Guerre mondiale) ; le tunnel sera terminé entre 1924 et 1926. Au sud de l'actuelle gare de Merode, une grande gare de marchandises à ciel ouvert, la gare d'Etterbeek-Cinquantenaire, est mise en service. Cette gare fut mise hors-service dans les années 1970 et l'endroit fut remblayé et urbanisé ; la ligne 26 fut mise en souterrain et la ligne du métro ainsi que la station de métro de Merode fut réalisée en parallèle. La SNCB décida de réserver un espace à cet endroit pour établir une gare de correspondance avec le métro.

### Mise en service
La gare de correspondance de Merode est mise en service en même temps que celle du métro le 20 septembre 1976 par la Société nationale des chemins de fer belges (SNCB). Elle a nécessité d'importants travaux de génie civil réalisés en lien avec la Société des transports intercommunaux de Bruxelles (STIB) car sa construction a été faite conjointement avec celle de la station de métro de la ligne Est-Ouest. Cela rend plus faciles les correspondances entre les deux modes de transport.
En 2018-2019, une rénovation entraîne la disparition des motifs de couleur des carreaux de céramique au profit d'une toile de fond de peinture grise. En 2020, des graffeurs sous contrat avec les chemins de fer ont redécoré les murs de la station.

## Service des voyageurs

### Accueil
Halte SNCB, c'est un point d'arrêt non géré (PANG) à accès libre. Elle dispose d'un automate pour l'achat de titres de transport et est équipé du système EMMA d'annonces automatiques des trains.
Les quais sont largement surdimensionnés par rapport à la longueur des trains qui desservent la ligne.

### Desserte
Merode est desservie en semaine par des trains Suburbains (S) des relations S4, de Malines à Alost, et S7 de Vilvorde à Hal,. Sauf en cas de travaux sur la ligne 161A, aucun train ne dessert cette gare durant les week-ends et jours fériés.
Avant la construction du tunnel Schuman-Josaphat, cette gare était desservie par tous les trains effectuant la desserte Halle - Vilvorde dont plusieurs effectuaient un rebroussement à Bruxelles-Luxembourg. Désormais, la plupart de ces trains sont déviés par ce tunnel, ce qui occasionne un gain de temps et permet de desservir des gares plus fréquentées mais a fortement réduit la fréquence des dessertes à Merode et Delta.

### Intermodalité
La station de métro Merode, située à côté permet des correspondances avec les rames de la ligne 1 et de la ligne 5 du métro de Bruxelles.
Des arrêts, situés à proximité en surface, sont desservis par des tramways de la ligne 81 du tramway de Bruxelles et par des bus des lignes 27, 61 80, ainsi que par la ligne N06 (Noctis).

### Accessibilité
La gare est connectée aux lignes du métro par un souterrain muni d'escalators et possède deux autres sorties : une, voie 1, en tunnel donnant sur les deux côtés de l'Avenue de Tervueren et une trémie, voie 2, aboutissant à l'angle de la Rue du Père de Deken et de l'Avenue de Tervueren. Tout comme ceux de la station de métro, chaque accès de la gare est muni d'escaliers mécaniques ; cependant, la fiabilité de ceux de la gare est mauvaise, avec de fréquentes pannes qui durent plusieurs mois. Aucun quai n'est muni d’ascenseurs.

## Comptage voyageurs
Ce graphique et tableau montre le nombre de voyageurs embarquant en moyenne durant la semaine, le samedi et le dimanche.
| Nombre de passagers qui embarquent à la gare de Merode | Nombre de passagers qui embarquent à la gare de Merode | Nombre de passagers qui embarquent à la gare de Merode | Nombre de passagers qui embarquent à la gare de Merode |
|                                                        | Semaine                                                | Samedi                                                 | Dimanche                                               |
| ------------------------------------------------------ | ------------------------------------------------------ | ------------------------------------------------------ | ------------------------------------------------------ |
| 1977                                                   | 191                                                    | -                                                      | -                                                      |
| 1978                                                   | 210                                                    | -                                                      | -                                                      |
| 1979                                                   | 162                                                    | -                                                      | -                                                      |
| 1980                                                   | 158                                                    | -                                                      | -                                                      |
| 1981                                                   | 296                                                    | -                                                      | -                                                      |
| 1982                                                   | 181                                                    | -                                                      | -                                                      |
| 1983                                                   | 140                                                    | -                                                      | -                                                      |
| 1984                                                   | 109                                                    | -                                                      | -                                                      |
| 1985                                                   | 111                                                    | -                                                      | -                                                      |
| 1986                                                   | 128                                                    | -                                                      | -                                                      |
| 1987                                                   | 111                                                    | -                                                      | -                                                      |
| 1988                                                   | 138                                                    | -                                                      | -                                                      |
| 1989                                                   | 141                                                    | -                                                      | -                                                      |
| 1990                                                   | 161                                                    | -                                                      | -                                                      |
| 1991                                                   | 166                                                    | -                                                      | -                                                      |
| 1992                                                   | 191                                                    | -                                                      | -                                                      |
| 1993                                                   | 245                                                    | -                                                      | -                                                      |
| 1994                                                   | 562                                                    | -                                                      | -                                                      |
| 1995                                                   | 696                                                    | -                                                      | -                                                      |
| 1996                                                   | 683                                                    | -                                                      | -                                                      |
| 1997                                                   | 859                                                    | -                                                      | -                                                      |
| 1998                                                   | 855                                                    | -                                                      | -                                                      |
| 1999                                                   | 802                                                    | -                                                      | -                                                      |
| 2000                                                   | 886                                                    | -                                                      | -                                                      |
| 2001                                                   | 1 077                                                  | -                                                      | -                                                      |
| 2002                                                   | 935                                                    | -                                                      | -                                                      |
| 2003                                                   | 968                                                    | -                                                      | -                                                      |
| 2004                                                   | 1 147                                                  | -                                                      | -                                                      |
| 2005                                                   | 1 196                                                  | -                                                      | -                                                      |
| 2006                                                   | 1 295                                                  | -                                                      | -                                                      |
| 2007                                                   | 1 317                                                  | -                                                      | -                                                      |
| 2008                                                   | -                                                      | -                                                      | -                                                      |
| 2009                                                   | 1 489                                                  | -                                                      | -                                                      |
| 2010                                                   | -                                                      | -                                                      | -                                                      |
| 2011                                                   | -                                                      | -                                                      | -                                                      |
| 2012                                                   | 1 100                                                  | -                                                      | -                                                      |
| 2013                                                   | 1 209                                                  | -                                                      | -                                                      |
| 2014                                                   | 934                                                    | -                                                      | -                                                      |
| 2015                                                   | 900                                                    | -                                                      | -                                                      |
| 2016                                                   | 514                                                    | -                                                      | -                                                      |
| 2017                                                   | 536                                                    | -                                                      | -                                                      |
| 2018                                                   | 504                                                    | -                                                      | -                                                      |
| 2019                                                   | 550                                                    | -                                                      | -                                                      |
| 2020                                                   | 270                                                    | -                                                      | -                                                      |
| 2021                                                   | -                                                      | -                                                      | -                                                      |
| 2022                                                   | 349                                                    | -                                                      | -                                                      |
| 2023                                                   | 307                                                    | -                                                      | -                                                      |
| 2024                                                   | 285                                                    | -                                                      | -                                                      |

Installations de la halte
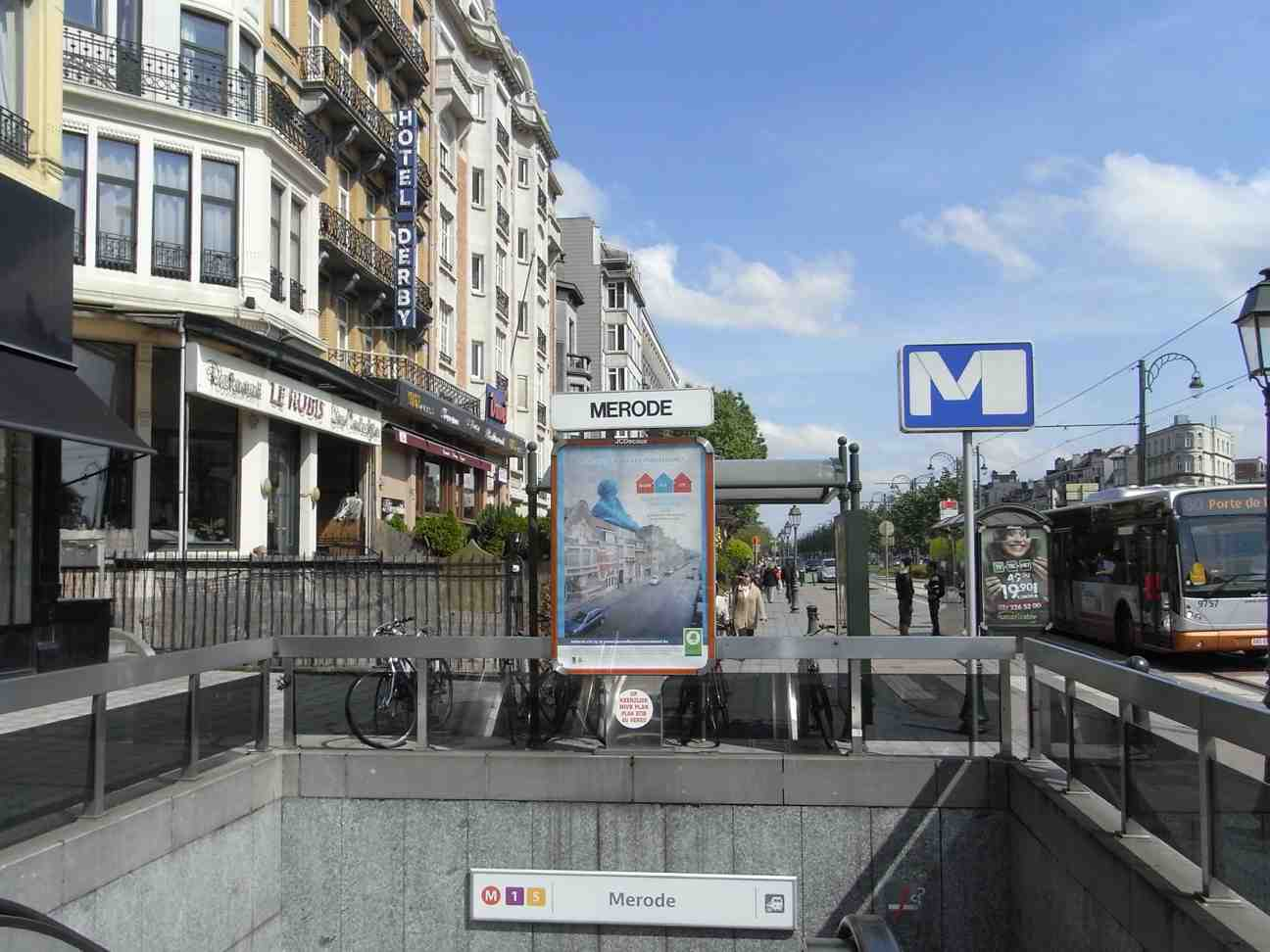
Entrée commune en surface.
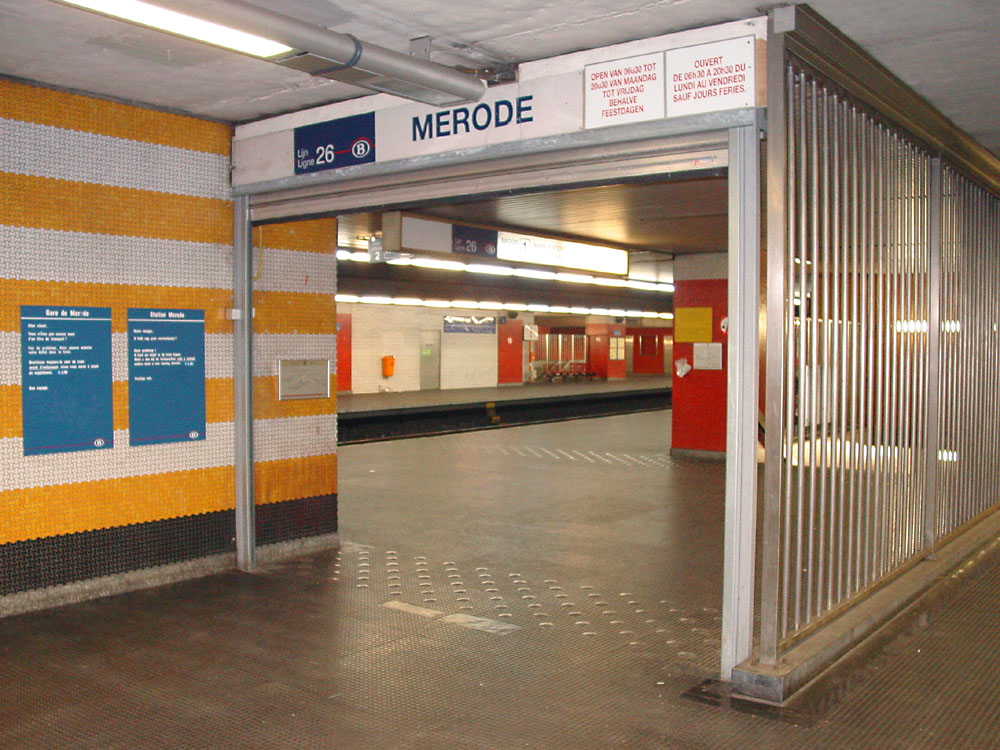
Entrée depuis le métro.
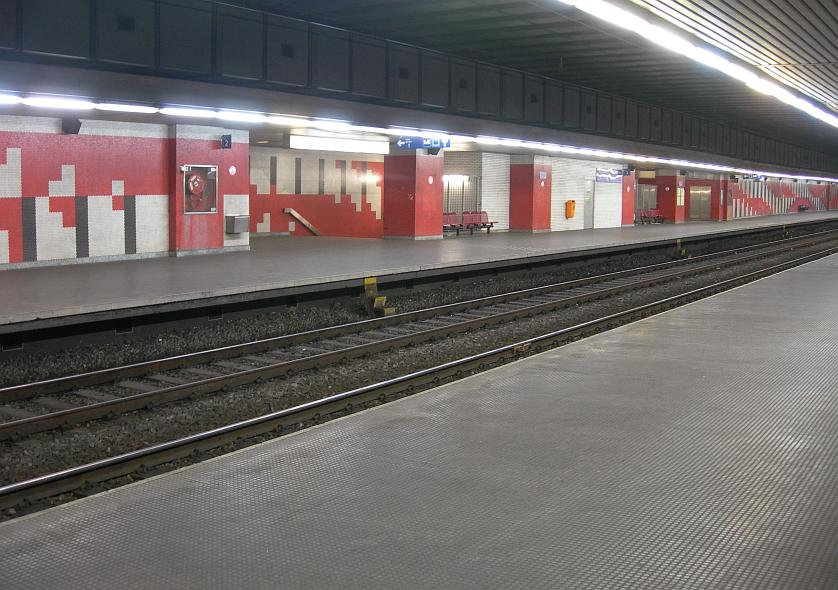
Voie et quais.
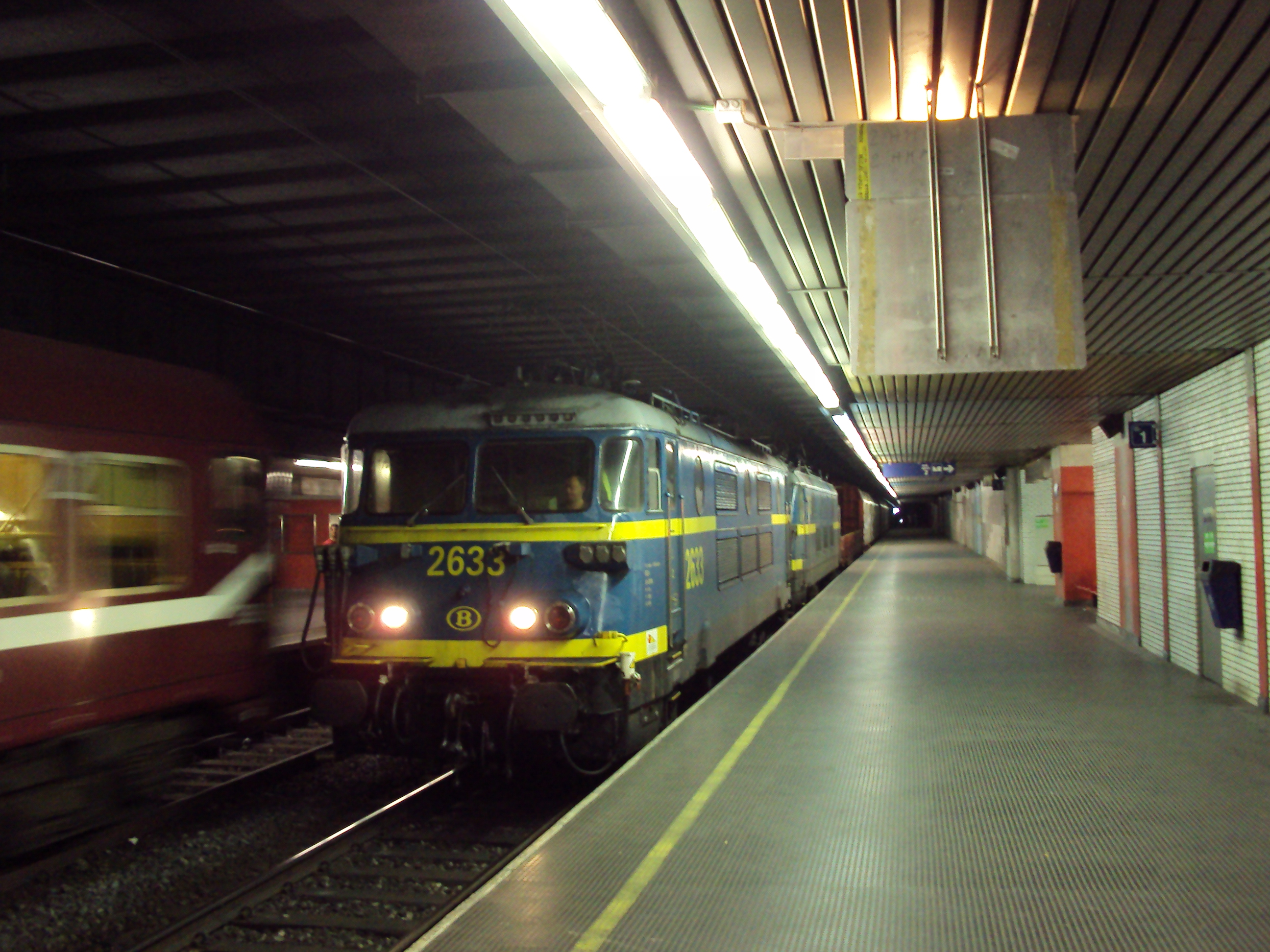
Train de marchandises (2011).
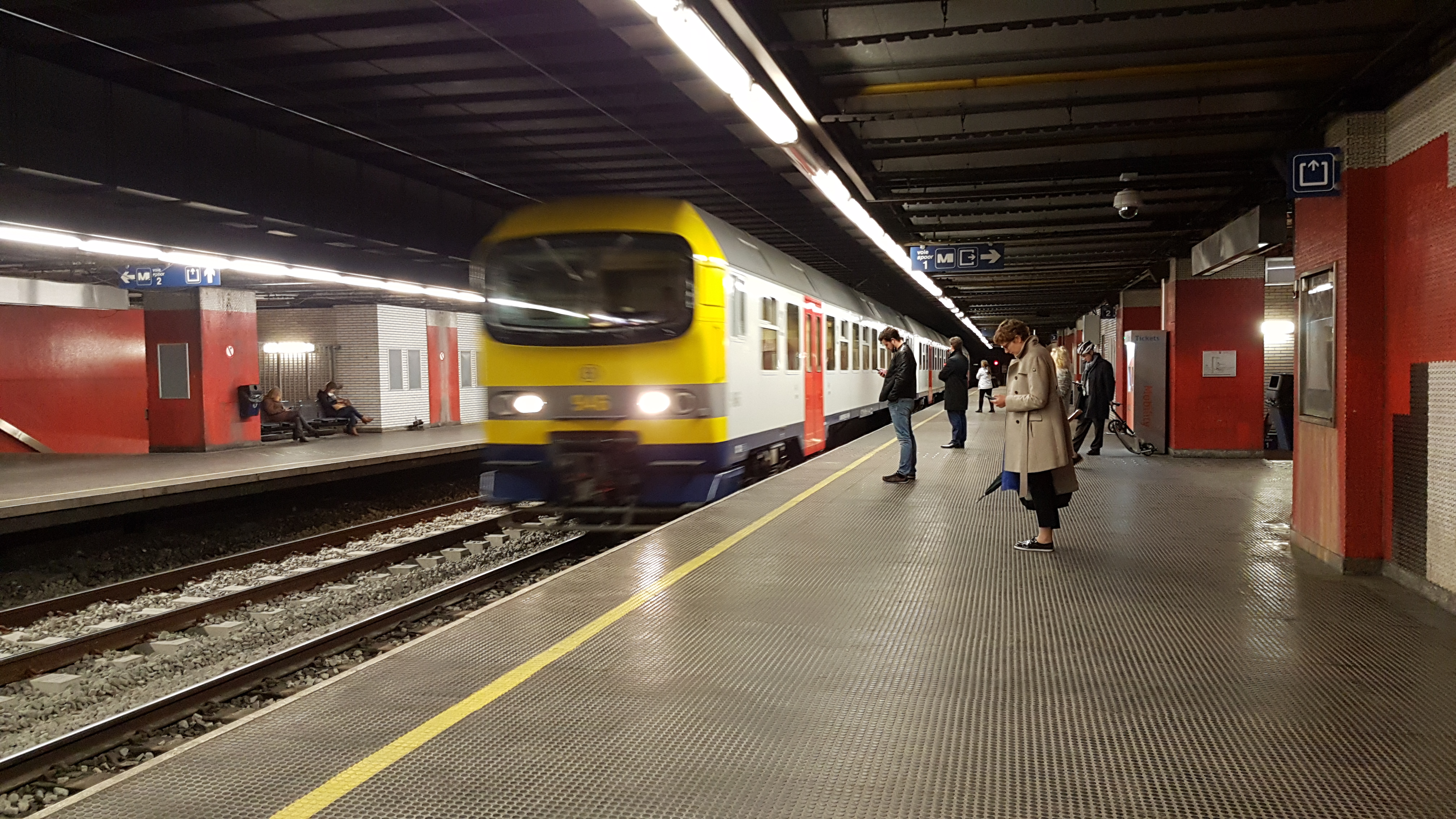
Train de voyageurs (2017).
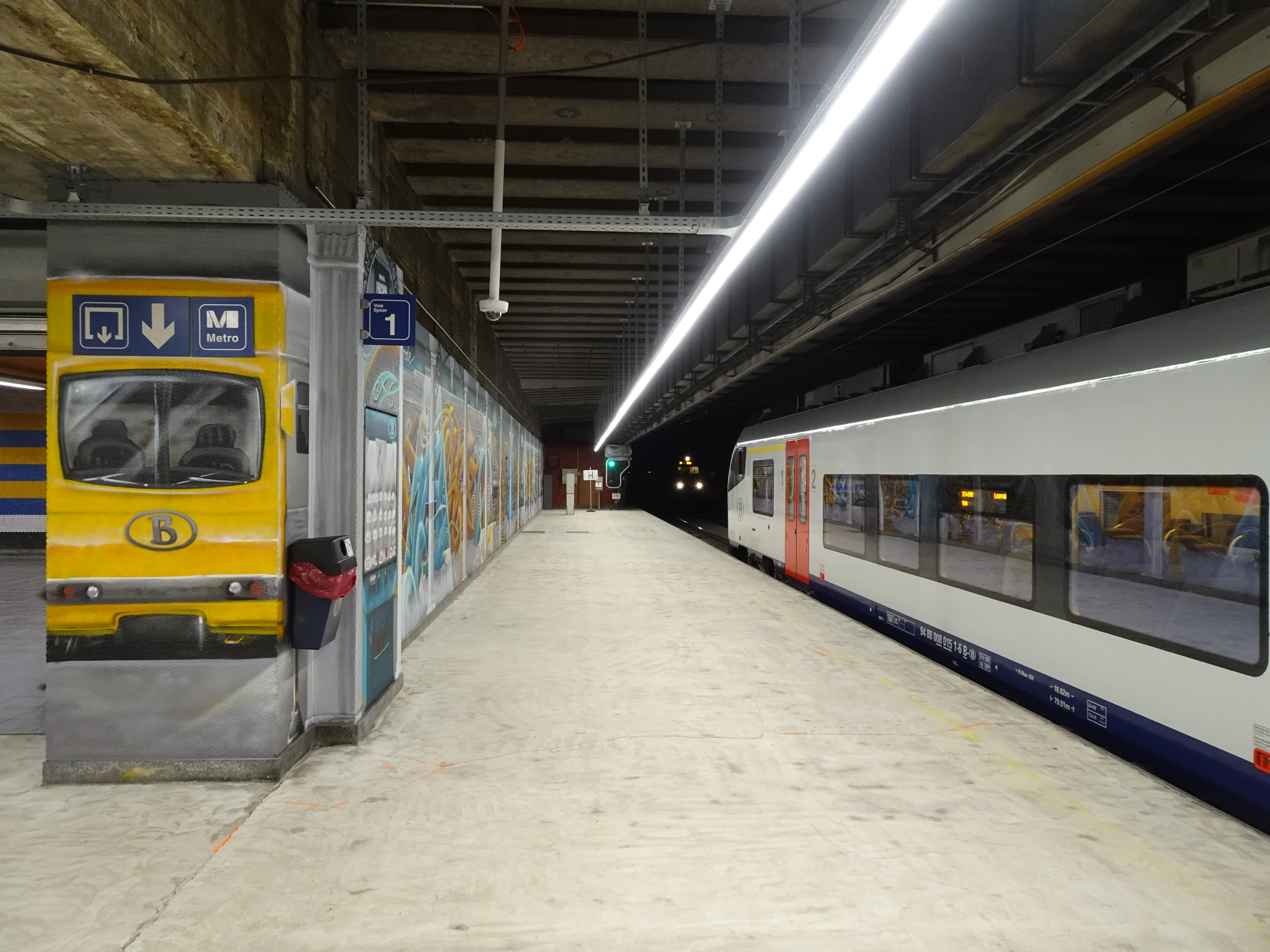
Fresques murales (2020).
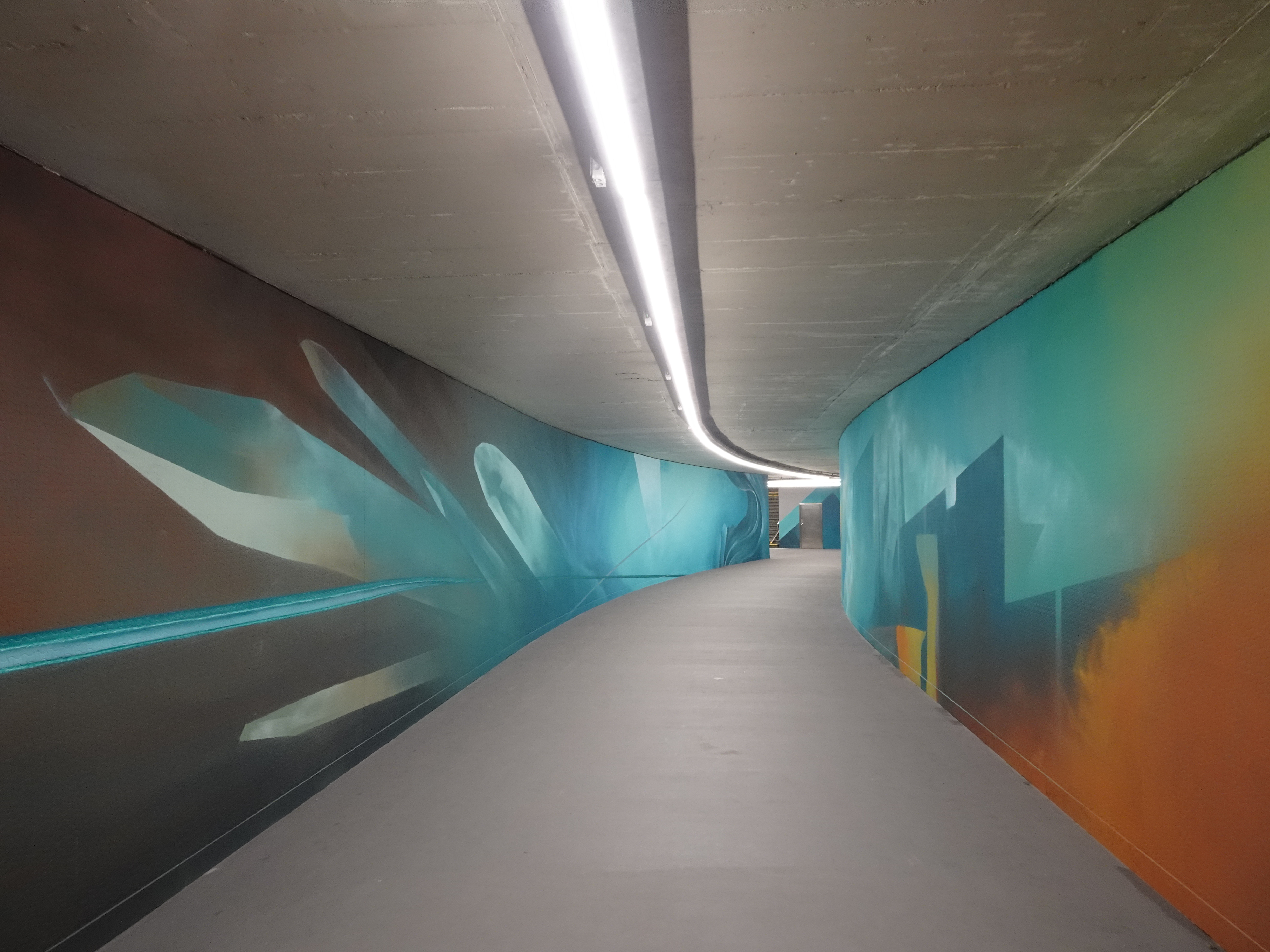
Couloir sous voies.